# Junta de Galicia
La Junta de Galicia (en gallego: Xunta de Galicia) es el órgano colegiado de gobierno de la comunidad autónoma española de Galicia.
Está compuesta por el presidente, vicepresidente o vicepresidentes (en su caso) y consejeros (en gallego, conselleiros), que se reparten las distintas áreas de gobierno. Los vicepresidentes y los consejeros son nombrados por el presidente. Galicia ejerce sus funciones administrativas a través de la Junta y de las consejerías. 
La presidencia de la Junta de Galicia tiene su sede oficial en el Palacio de Rajoy en Santiago de Compostela, y los edificios de San Caetano y San Lázaro acogen las consejerías.

## Historia
La Junta de Galicia fue creada en 1981, con la aprobación del Estatuto de Autonomía. Recoge el nombre de la Junta del Reino de Galicia, creada en 1528, y que perviviría, con algunas interrupciones, hasta 1833. El término "Junta" fue usado profusamente durante el siglo XIX para designar a organismos autoproclamados que abarcaban el territorio gallego. Así, por ejemplo, durante la guerra de la Independencia española, de forma análoga al resto de España, se creó la Junta Suprema de Galicia (el 30 de mayo de 1808, en La Coruña) para dirigir la lucha contra los franceses y mantener el orden público. La Junta Suprema asumió funciones militares, legislativas y de relaciones internacionales hasta la creación de la Junta Central.
En 1846 se produce el levantamiento del comandante Solís en Lugo, que disuelve el Consejo Provincial y la Diputación organizándose en Santiago de Compostela la Junta Superior del Gobierno de Galicia, presidida por Pío Rodríguez Terrazo y de efímera duración.
La Junta de Galicia moderna aparece por vez primera en el proyecto de Estatuto de Autonomía de Galicia de 1936, el cual, aunque aprobado en plebiscito no llegó a entrar en vigor debido al estallido de la Guerra Civil y la caída inmediata de Galicia en manos de los sublevados.
No fue hasta la muerte de Franco y la aprobación de la Ley para la Reforma Política que se crean los órganos preautonómicos, entre ellos los gallegos. Finalmente, el Real Decreto-Ley 7/1978 y el Real Decreto 474/1978, aprobados el 16 de marzo de 1978, establecen la Junta de Galicia como gobierno autonómico gallego. En 1981 se aprobó el Estatuto de Autonomía y se eligió por vez primera a su presidente por elección popular, Gerardo Fernández Albor.
En 1983 se aprueba la Ley autonómica 1/1983, reguladora de la Junta y de su presidente.

## Competencias
La Junta de Galicia regula sus propios tributos, elabora las normas para gestionar los impuestos estatales y elabora y aplica el presupuesto de Galicia.

## Presidentes de la Junta de Galicia
El Presidente de la Junta de Galicia actualmente es escogido por el Parlamento de Galicia de entre sus diputados y nombrado por el rey. El Presidente es la más alta representación de la Junta de Galicia y es el representante ordinario del Estado en Galicia. Su denominación es Presidente de la Junta de Galicia (en gallego Presidente da Xunta de Galicia).
Los presidentes de la Junta de Galicia desde su creación son:
- Antonio Rosón Pérez (Unión de Centro Democrático, 1977-1979) (Junta preautonómica)
- José Quiroga Suárez (Unión de Centro Democrático, 1979-1981) (Junta preautonómica)
- Gerardo Fernández Albor (Alianza Popular, 1981-1987)
- Fernando Ignacio González Laxe (Partido dos Socialistas de Galicia-PSOE, 1987-1990)
- Manuel Fraga Iribarne (Partido Popular de Galicia, 1990-2005)
- Emilio Pérez Touriño (Partido dos Socialistas de Galicia, 2005-2009).
- Alberto Núñez Feijóo (Partido Popular de Galicia, 2009-2022)
- Alfonso Rueda (Partido Popular de Galicia, 2022-presente)

## Composición
| Junta de Galicia                                                       |               |                              |                            |
| Partido político                                                       |               | Partido Popular de Galicia   | Partido Popular de Galicia |
| Partido político                                                       | Independiente |                              |                            |
| Cargo                                                                  | Titular       | Titular                      | Inicio                     |
| Presidente de la Junta de Galicia                                      |               | Alfonso Rueda Valenzuela     | 14 de mayo de 2022         |
| Consejero de Presidencia, Justicia y Deportes                          |               | Diego Calvo Pouso            | 7 de septiembre de 2020    |
| Consejera de Medio Ambiente y Cambio Climático                         |               | María Ángeles Vázquez Mejuto | 15 de mayo de 2022         |
| Consejero de Educación, Ciencia, Universidades y Formación Profesional |               | Román Rodríguez González     | 7 de septiembre de 2020    |
| Consejera de Política Social e Igualdad                                |               | Fabiola García Martínez      | 7 de septiembre de 2020    |
| Consejera de Economía e Industria                                      |               | María Jesús Lorenzana Somoza | 7 de septiembre de 2020    |
| Consejero de Hacienda y Administraciones Públicas                      |               | Miguel Corgos López-Prado    | 16 de octubre de 2021      |
| Consejera de Vivienda y Planificación de Infraestructuras              |               | María Martínez Allegue       | 15 de abril de 2024        |
| Consejero de Sanidad                                                   |               | Antonio Gómez Caamaño        | 15 de abril de 2024        |
| Consejero de Cultura, Lengua y Juventud                                |               | José López Campos            | 15 de abril de 2024        |
| Consejero de Empleo, Comercio y Emigración                             |               | José González Vázquez        | 15 de abril de 2024        |
| Consejera de Medio Rural                                               |               | María José Gómez Rodríguez   | 15 de abril de 2024        |
| Consejera del Mar                                                      |               | Marta Villaverde Acuña       | 5 de junio de 2025         |

## Ubicación

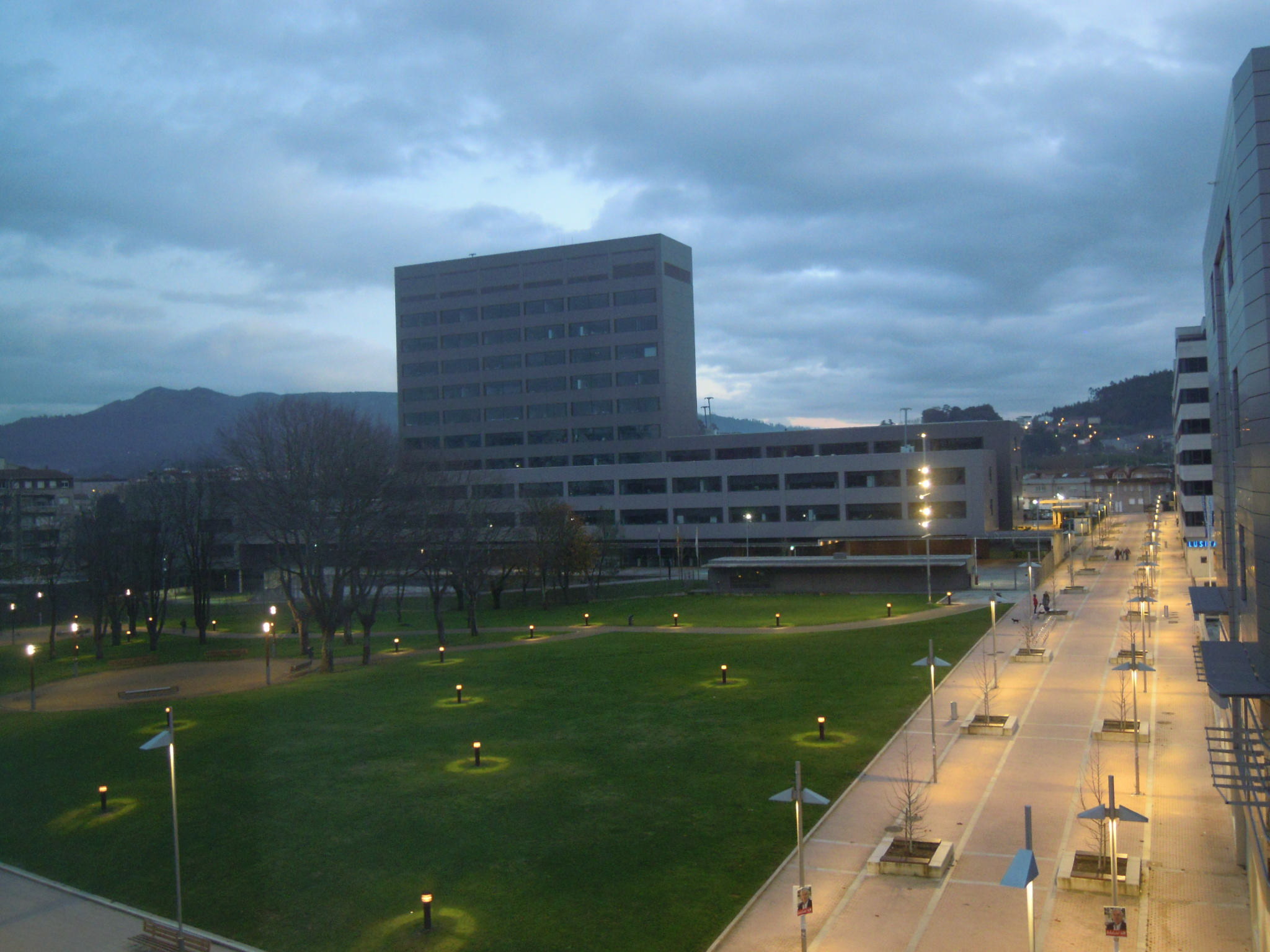
Ciudad Administrativa de la Junta de Galicia en Pontevedra.

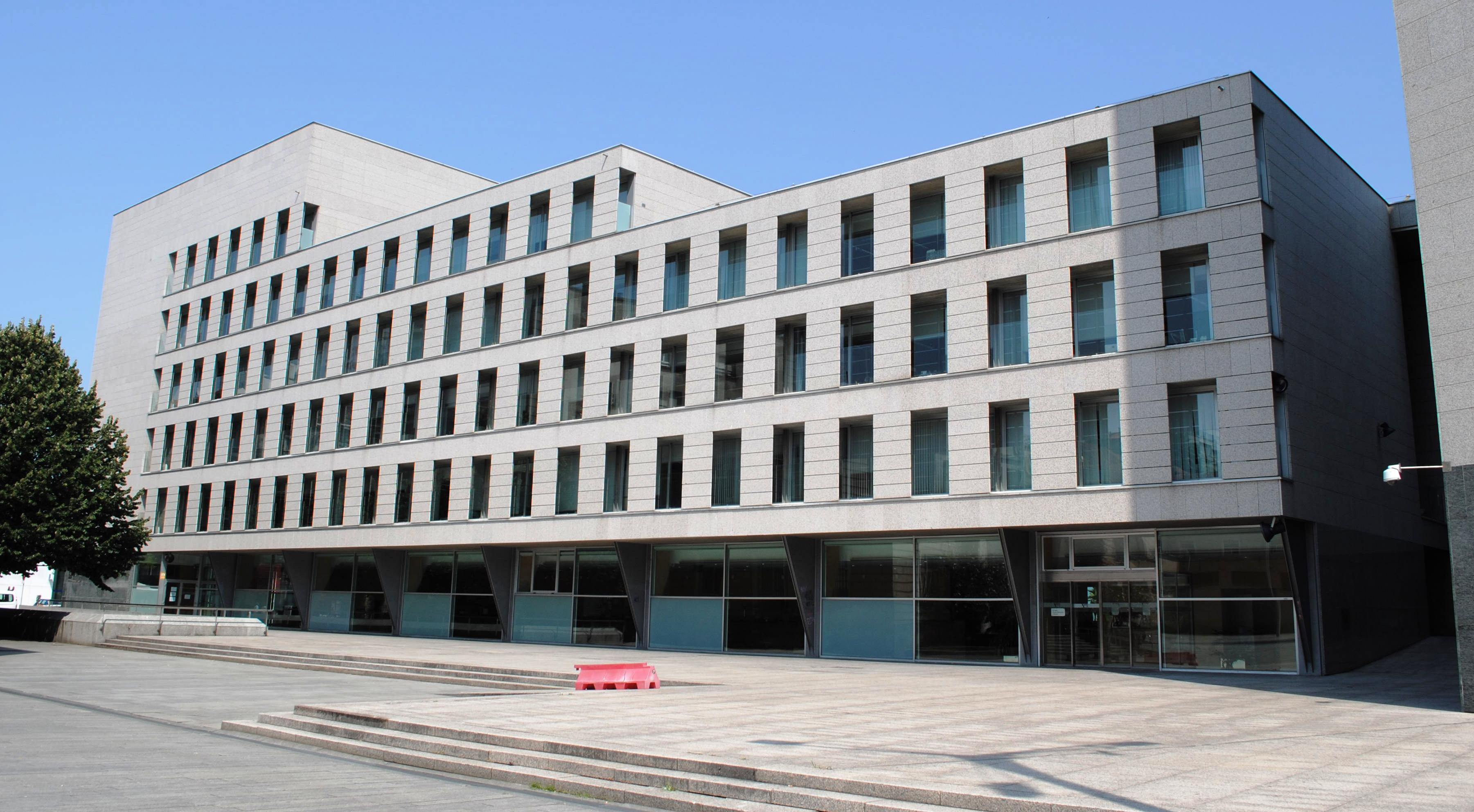
Delegación territorial de la Junta de Galicia en Vigo.

- Edificios Administrativos San Caetano
San Caetano, s/n
15704 - Santiago de Compostela (La Coruña).
- Palacio de Rajoy
Plaza del Obradoiro.
15705 - Santiago de Compostela (La Coruña).

### Delegaciones territoriales
- Delegación territorial de la Junta de Galicia en La Coruña
Vicente Ferrer, 2
15008 - La Coruña (La Coruña).
- Delegación territorial de la Junta de Galicia en Pontevedra
Avenida María Victoria Moreno, 43
36003 - Pontevedra (Pontevedra).
- Delegación territorial de la Junta de Galicia en Orense
Habana, 79
32004 - Orense (Orense).
- Delegación territorial de la Junta de Galicia en Lugo
Ronda de la Muralla, 70
27001 - Lugo (Lugo).
- Delegación territorial de la Junta de Galicia en Ferrol
Plaza de España, 2
15403 - Ferrol (La Coruña).
- Delegación territorial de la Junta de Galicia en Vigo[9]
Concepción Arenal, 8
36201 - Vigo (Pontevedra).[10]